# Isla Deseada
La isla Deseada (también llamada isla de los Pingüinos) es una isla ubicada en el Departamento Güer Aike al sur de la Provincia de Santa Cruz (Patagonia Argentina). Su ubicación geográfica es a  12,5 km al noreste de la ciudad de Río Gallegos, en el estuario del Río Gallegos, y a sólo 2 kilómetros de la desembocadura del estuario en el Océano Atlántico. Se ubica cerca de la margen norte del estuario, en la denominada bahía Gallegos, a 4,5 kilómetros al oeste de Punta Bustamante y al sur de la estancia Cabo Buen Tiempo. 

## Características
Sus dimensiones aproximadas son 800 metros de largo máximo en sentido noroeste-sudeste por 350 metros de ancho máximo. Se trata de una isla de gran tamaño, recorrida por un canal interno, a la que es posible acceder durante la bajamar. La vegetación predominante en la isla son arbustos de Suaeda y Salicornia ambigua.

## Fauna
En esta isla nidifican diez especies de aves marinas, donde anidan más de 20.000 parejas. Entre éstas se destacan los pingüinos de Magallanes (Spheniscus magellanicus) quienes ubican sus nidos en la zona de vegetación más densa aunque también hacen algunos nidos de tipo cueva o bajo arbustos en distintos lugares de la isla. También existen colonias de cormoranes biguá (Phalacrocorax brasilianus),  cormorán imperial (Phalacrocorax atriceps), bandurria austral (Theristicus melanopis), garza bruja (Nycticorax nycticorax), escúa común (Stercorarius chilensis), gaviota austral (Larus scoresbii), gaviota cocinera (Larus dominicanus) y pato crestón (Anas specularoides). A partir de estas colonias se han generado acumulaciones de guano que se estiman podrían llegar a 101 toneladas por temporada.

## Protección
Esta isla se encuentra protegida legalmente desde el año 1990 por medio de la disposición N° 007 de la Dirección de Fauna Silvestre del Consejo Agrario Provincial de Santa Cruz. Sin embargo no cuenta con un plan de manejo, ya que el respaldo legal es insuficiente lo que le da cierta inestabilidad.